# Melinda Culea
Melinda Culea (* 5. Mai 1955 in Western Springs, Illinois) ist eine US-amerikanische Schauspielerin. Sie ist seit 1996 mit Peter Markle verheiratet.

## Werdegang
Bekannt wurde Culea durch ihre Rolle der Amy Amanda Allen („Triple A“) in der Fernsehserie Das A-Team. Zuvor war sie als Model in New York tätig, ehe sie nach Kalifornien ging, um im Filmgeschäft zu arbeiten. 1981 hatte sie ihre erste Rolle in der weniger erfolgreichen Sitcom Dear Teacher. 1983 bekam sie die Rolle der Amy im A-Team, verließ die Serie jedoch zur Mitte der 2. Staffel. Ihre nächste Rolle hatte sie 1984 in der kurzlebigen Aaron-Spelling-Serie Glitter.
Culea absolvierte ferner Gastauftritte unter anderem in Chefarzt Dr. Westphall, Familienbande, Fantasy Island, Unter der Sonne Kaliforniens, Raumschiff Enterprise: Das nächste Jahrhundert und Akte X.

## Der Amy-Streit
Melinda Culea musste das A-Team wahrscheinlich wegen eines Streites um die Rolle der Amy verlassen, der sich zwischen ihr und George Peppard sowie den Produzenten abspielte. Melinda Culea war unzufrieden mit der Bedeutung ihrer Rolle. Noch in der Pilotfolge schien es so, als würde Amy ein vollwertiges Mitglied des Teams werden. Für Culea war dies die außergewöhnliche Chance (für die 1980er Jahre), einen weiblichen Helden an der Seite einiger Actionraubeine wie George Peppard und Mr. T zu spielen. Im Laufe der Folgen wurde die Rolle der Amy jedoch stark reduziert, war kaum noch in die Handlung eingebunden und diente lediglich der Dekoration. Die Produzenten hingegen sollen geklagt haben, dass Culea ein zu großer „Wildfang“ war.

## Filmografie (Auswahl)

### Filme
- 1991: König der Fischer (The Fisher King)
- 1992: Mit den Augen eines Mörders (Through the Eyes of a Killer, Fernsehfilm)
- 1994: Hilflos ausgeliefert (Murder or Memory?: A Moment of Truth Movie, Fernsehfilm)
- 1996: Hilfeschreie aus dem Jenseits (Buried Secrets, Fernsehfilm)

### Serien
- 1983: Das A-Team (The A-Team, 24 Folgen)
- 1984–1985: Glitter (12 Folgen)
- 1986–1987: Chefarzt Dr. Westphall (St. Elsewhere, 5 Folgen)
- 1989–1990: Unter der Sonne Kaliforniens (Knots Landing, 28 Folgen)
- 1990–1992: Mord ist ihr Hobby (Murder she wrote, 2 Folgen)
- 1992: Raumschiff Enterprise – Das nächste Jahrhundert (Star Trek – The Next Generation, 1 Folge)
- 1994: Chicago Hope – Endstation Hoffnung (Chicago Hope, 1 Folge)
- 1995–1997: Brüder (Brotherly Love, 40 Folgen)
- 1999: Akte X – Die unheimlichen Fälle des FBI (The X-Files, Folge 6x16 Alpha)